# Tytus Karpowicz

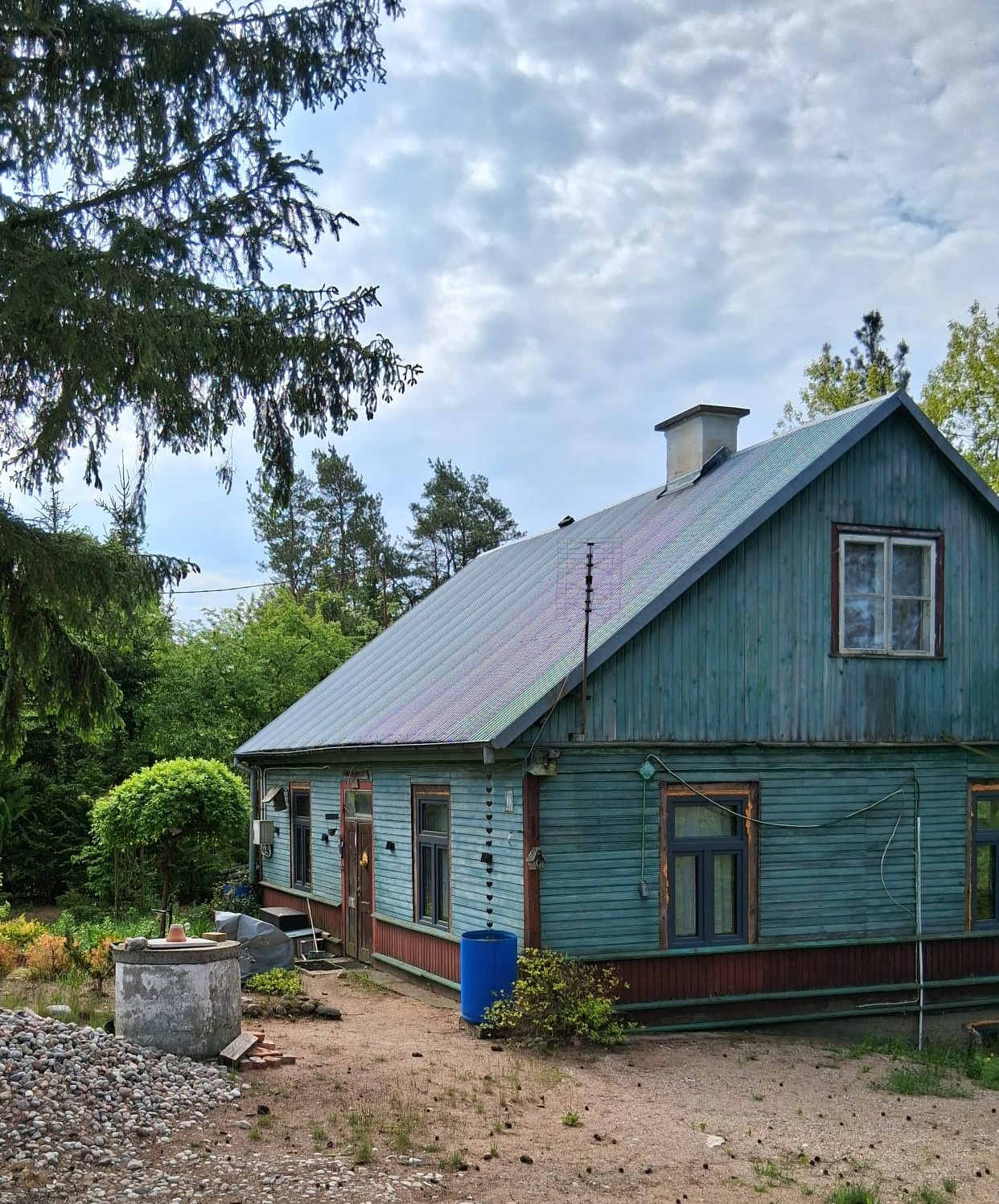
„Ojcówka” – Dom Tytusa Karpowicza w Gawrych Rudzie 14. Obiekt wpisany do gminnej ewidencji zabytków

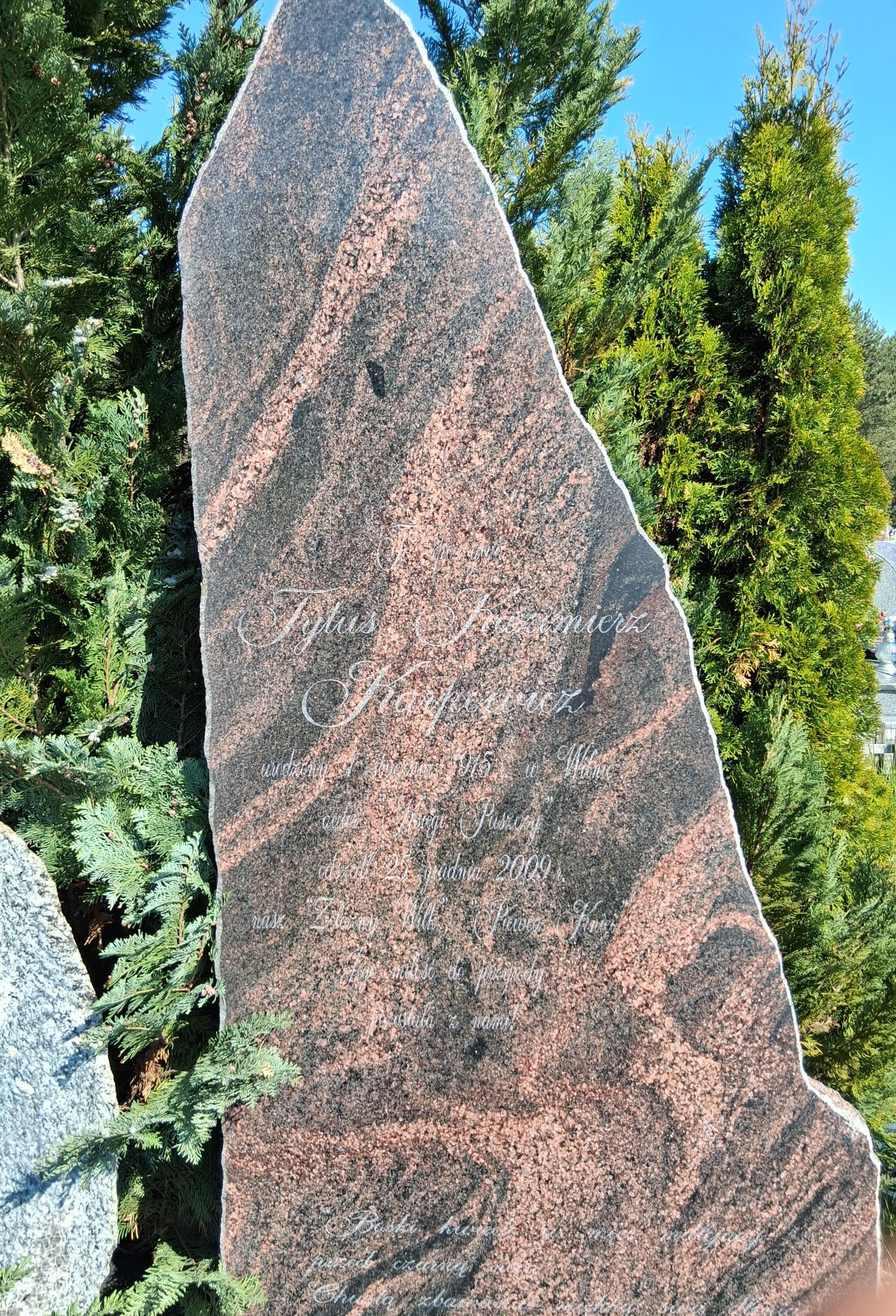
Nagrobek Tytusa Karpowicza na cmentarzu w Płocicznie

Tytus Karpowicz (ur. 4 stycznia 1915 w Wilnie, zm. 25 grudnia 2009 w Gawrych Rudzie) – polski pisarz, autor książek przyrodniczych, przeznaczonych głównie dla dzieci i młodzieży.

## Życiorys
Syn Hipolita Karpowicza (1879-1952), urzędnika samorządu miejskiego w Wilnie, i Elżbiety z Zacharewiczów (1881-1971). Wychowany w duchu bliskiej styczności z naturą (jego ojciec był przyrodnikiem amatorem i myśliwym). Uczył się w Szkole Powszechnej im. Stanisława Konarskiego, następnie w wileńskim Gimnazjum i Liceum im. Króla Zygmunta Augusta. W latach 1935–1939 studiował inżynierię leśną w Szkole Głównej Gospodarstwa Wiejskiego w Warszawie. Równocześnie ukończył filologię polską, socjologię i etnografię na Uniwersytecie Warszawskim.
Harcerz, podczas II wojny światowej walczył w oddziałach Armii Krajowej. Po wojnie aresztowany przez NKWD spędził rok w sowieckim łagrze w Gorcach.
Był następnie redaktorem naczelnym oddziału „Słowa Powszechnego” we Wrocławiu (publikował w piśmie, także pod pseudonimem „Janina Janasówna”). Publikował też w innych periodykach, m.in. „Wrocławskim Tygodniku Katolików” (1954-55, 1958-59), „Dookoła Świata” (tu m.in. w 1955 cykl opowieści pt. Na Słonecznej Polanie pod pseudonimem „Adam Zacharewicz”), „Nowinach Jeleniogórskich” (1958-1959), „Wiadomościach Wędkarskich” (1960-1962) i „Poznaj Swój Kraj” (1961).
Członek Związku Literatów Polskich (1965-1990) i warszawskiego oddziału Stowarzyszenia Pisarzy Polskich (do 2009). W 2009 otrzymał Medal 90-lecia ZAiKS-u.
W 1961 ożenił się z Alfredą z domu Szanter (1923-2014), miał dwoje dzieci: córkę Kingę Ewę (po mężu Bogacz) i syna Rafała Adama (zm. 2009). Mieszkał w Jeleniej Górze, Karpaczu, Chocianowie, Lwówku Śląskim i Białymstoku. W 1987 osiadł w Gawrych Rudzie pow. Suwałki opodal jeziora Wigry, w domu „Ojcówka” (nr 14), gdzie mieszkał do końca życia. Był związany ze środowiskiem łowieckim jako czynny myśliwy.
Pochowany na cmentarzu w Płocicznie.

## Twórczość
Autor licznych, wielokrotnie wznawianych (ok. 850 tys. wydanych egz.), i dwukrotnie ekranizowanych książek o rodzimej przyrodzie.
Debiutował w 1931 artykułem pt. Gdzie to gdzie zagrały trąbki myśliwskie ogłoszonym w dodatku niedzielnym do wileńskiego „Słowa”. Przed II wojną światową publikował opowiadania, m.in. w czasopismach „Łowiec Polski” i „Łowiec” (także pod pseudonimami: „T. Bajorbóg”, „Franciszek Czyba”, „Alfreda Santyrówna”, „Henryk Matyjek”, „Romuald Czerny”, „Ryszard Warttman”, „Wacław Wilkisz”).
Pierwsze powieści Karpowicza opowiadają o Wileńszczyźnie (debiutancka, W zielonych lasach młodości, napisana w 1933, przyjęta do druku przez Wydawnictwo S. Arcta w Warszawie w 1946, została odrzucona przez cenzurę; wydano ją dopiero w 1997). Niektóre z nich (np. Lato po indiańsku) silnie uwydatniają kontakt człowieka z przyrodą: większość jego książek to opowieści o zwierzętach, np. o dzikach (Szlakiem czarnego zwierza), jeleniu (Tytan, byk nad byki), głuszcu (Pieśń wileńskich lasów), rysiach (Władca Doliny Morskiego Oka), a także innych zwierzętach (Bałabuszka – Złoty Lis, Żelazny wilk czy Saga o niedźwiedziu). W fabule tych powieści ludzie odgrywają jedynie poboczne role.
Zmuszony po II wojnie światowej do opuszczenia rodzinnych stron, Karpowicz umieszczał akcję swoich dzieł w innych regionach Polski (np. w Karkonoszach), zawsze jednak w miejscowych lasach i puszczach.
W 1987 na podstawie jego powieści Żelazny wilk powstał film Dzikun (reż. Andrzej Barszczyński, z udziałem m.in. Ryszarda Kotysa, Jerzego Zygmunta Nowaka i Tadeusza Szymkowa), a w 1990, na podstawie książki Lato po indiańsku – film Tajemnica puszczy (reż. Andrzej Barszczyński, z udziałem m.in. Rafała Zwierza, Karoliny Lutczyn, Gustawa Lutkiewicza i Czesława Jaroszyńskiego).
W 2004 powstał film dokumentalny o pisarzu Tropiciel Zielonej Krainy (realizacja: Lila Gudel, Krzysztof Mrówa, Aneta Ołtarzewska, Daniel Ołtarzewski; Podlaska Telewizja PTV, Białystok).
Jego książki ilustrowali: Tomasz Bielski, Wiktor Chrucki, Ryszard Dudzicki, Zenon Kononowicz, Zofia Kopel-Szulc, Jan Kotarbiński, Krzysztof Kurzątkowski, Eugeniusz Kwerko, Wiesław Osewski, Stanisław Rozwadowski i Paulina Zielona.

## Publikacje książkowe
- Bałabuszka – Złoty Lis (powieść z cyklu Księga puszczy; Państwowe Wydawnictwo „Iskry”, Warszawa 1958; wydanie drugie i trzecie w formie zbiorowej, wraz z innymi książkami pt. Księga puszczy: Ludowa Spółdzielnia Wydawnicza, Warszawa 1965, 1977; wydanie czwarte: Ludowa Spółdzielnia Wydawnicza, Warszawa 1978; wydanie piąte w formie zbiorowej, wraz z innymi książkami pt. Księga puszczy: Ludowa Spółdzielnia Wydawnicza, Warszawa 1985, ISBN 83-205-3438-0; jako Bałabuszka – złoty lis. Opowiadanie z cyklu Księga puszczy: Oficyna Wydawnicza Atut – Wrocławskie Wydawnictwo Oświatowe, Wrocław 2009, ISBN 978-83-7432-494-6);
- Księga puszczy. Szlakiem czarnego zwierza (powieść z cyklu Księga puszczy; Państwowe Wydawnictwo „Iskry”, Warszawa 1958; wydanie drugie i trzecie w formie zbiorowej, wraz z innymi książkami pt. Księga puszczy: Ludowa Spółdzielnia Wydawnicza, Warszawa 1965, 1977; wydanie czwarte: Ludowa Spółdzielnia Wydawnicza, Warszawa 1977; wydanie piąte w formie zbiorowej, wraz z innymi książkami pt. Księga puszczy: Ludowa Spółdzielnia Wydawnicza, Warszawa 1985, ISBN 83-205-3438-0);
- Księga puszczy. Tytan – byk nad byki (Państwowe Wydawnictwo „Iskry”, Warszawa 1958; wydanie drugie i trzecie w formie zbiorowej, wraz z innymi książkami pt. Księga puszczy: Ludowa Spółdzielnia Wydawnicza, Warszawa 1965, 1977; wydanie czwarte: Ludowa Spółdzielnia Wydawnicza, Warszawa 1979; wydanie piąte w formie zbiorowej, wraz z innymi książkami pt. Księga puszczy: Ludowa Spółdzielnia Wydawnicza, Warszawa 1985, ISBN 83-205-3438-0);
- Quo vadis homo (powieść-wspomnienia; Wydawnictwo Ministerstwa Obrony Narodowej 1960; wyróżnienie w konkursie literackim MON na powieść lub wspomnienie żołnierskie z lat 1939–1945 i Polsce powojennej);
- Żelazny wilk. Powieść dla młodzieży (Wydawnictwo Lubelskie, Lublin 1961; wydanie drugie: Wydawnictwo Lubelskie, Lublin 1965; wydanie trzecie: Wydawnictwo Lubelskie, Lublin 1986, ISBN 83-222-0336-5);
- Księga puszczy (wydanie łączne powieści: Szlakiem czarnego zwierza, Bałabuszka – Złoty Lis i Tytan – byk nad byki: Ludowa Spółdzielnia Wydawnicza, Warszawa 1965; wydanie drugie: Ludowa Spółdzielnia Wydawnicza, Warszawa 1971; wydanie trzecie: Ludowa Spółdzielnia Wydawnicza, Warszawa 1985, ISBN 83-205-3438-0);
- Saga o niedźwiedziu (powieść z cyklu Księga puszczy; Ludowa Spółdzielnia Wydawnicza, Warszawa 1966; wydanie drugie: Ludowa Spółdzielnia Wydawnicza, Warszawa 1969; wydanie trzecie: Ludowa Spółdzielnia Wydawnicza, Warszawa 1975);
- Piewca kniei (powieść z cyklu Księga puszczy; Ludowa Spółdzielnia Wydawnicza, Warszawa 1970; jako Pieśń wileńskich lasów: Wydawnictwo Łowiec Polski, Warszawa 2000);
- Władca doliny Morskiego Oka (powieść dla młodzieży; Ludowa Spółdzielnia Wydawnicza, Warszawa 1964; wydanie drugie: Ludowa Spółdzielnia Wydawnicza, Warszawa 1966; wydanie trzecie: Wydawnictwo Lubelskie, Lublin 1969, wydanie czwarte: Wydawnictwo Lubelskie, Lublin 1972, wydanie piąte: Wydawnictwo Lubelskie, Lublin 1975, wydanie szóste: Wydawnictwo Lubelskie, Lublin 1988, ISBN 83-222-0339-X; audiobook – kaseta magnetofonowa: PZN Zakład Wydawnictw i Nagrań, 1990 [czyta Włodzimierz Nowakowski]);
- Lato po indiańsku (powieść dla młodzieży; Wydawnictwo Lubelskie, Lublin 1967; wydanie drugie: Wydawnictwo Lubelskie, Lublin 1972; wydanie trzecie: Wydawnictwo Lubelskie, Lublin 1979; wydanie czwarte: Wydawnictwo Lubelskie, Lublin 1984, ISBN 83-222-0314-4);
- Ryba bierze (opowiadania; Wydawnictwo Lubelskie, Lublin 1970);
- Moja wojna (wspomnienia; Vocatio, Warszawa 1997, ISBN 83-7146-039-2);
- W zielonych latach młodości (wspomnienia; data powstania: 1933; Wydawnictwo AU Omega, Suwałki 1998, ISBN 83-906120-2-X);
- Swojska poezja polska. Tom 1. Tytus Karpowicz (poezje; Wydawnictwo AULA, Podkowa Leśna 2002, ISBN 83-85275-76-2);
- Zielona książka. Dzieci, ptaki i zwierzaki (Wydawnictwo Omega, Suwałki 2003, ISBN 83-906120-3-8).